# Julian Akadémia

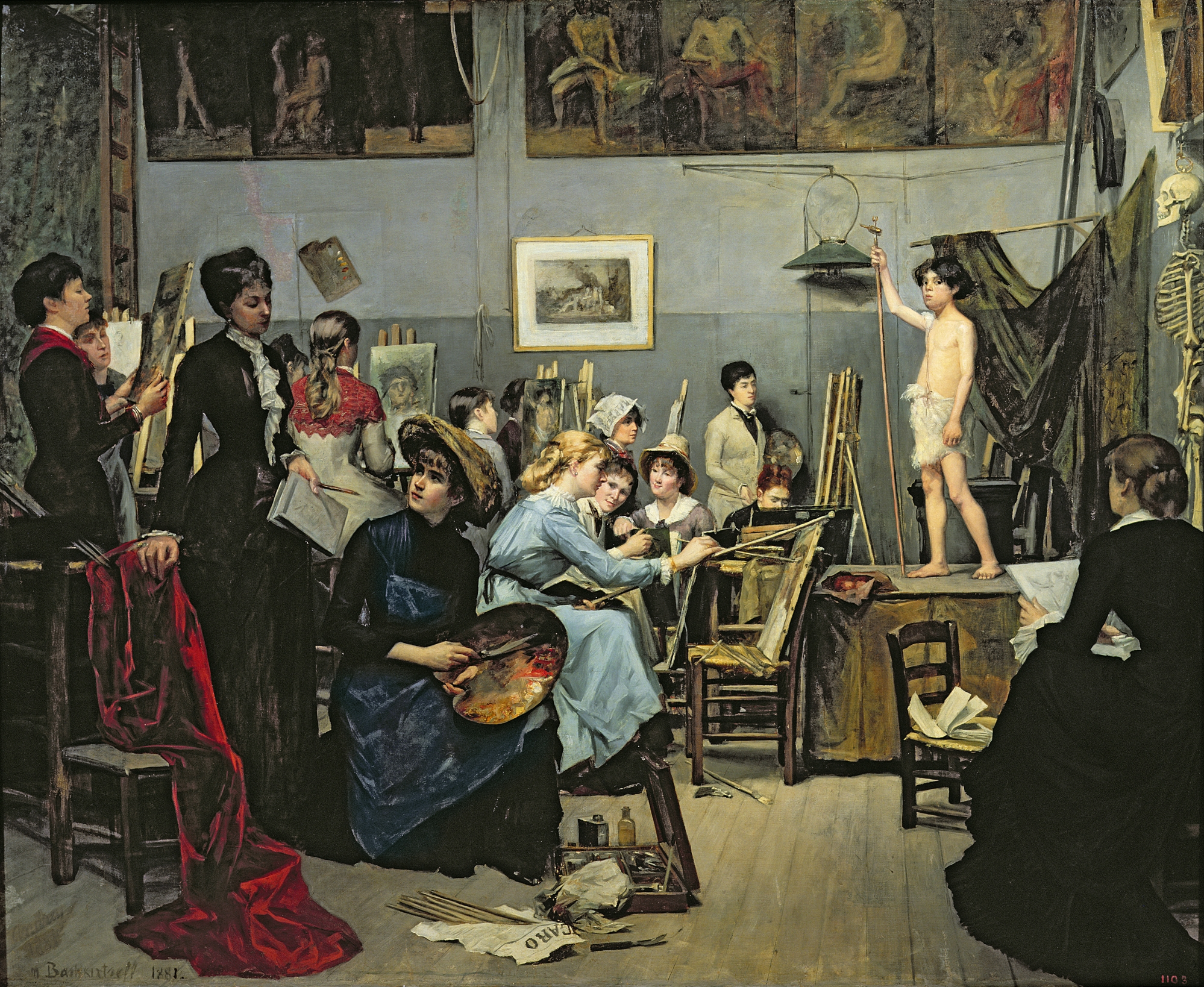
A Julian Akadémia
Marie Bashkirtseff festményén (1881)

A Julian Akadémia (franciául Académie Julian) egy híres festészeti és szobrászati magániskola volt, amelyet Rodolphe Julian francia festő (1839-1907) alapított a párizsi Passage des Panoramas-ban 1867-ben. Számos tanítványa híres művész lett a századforduló környékének pezsgő művészeti életében. 

## A Julian Akadémia növendékei
| Művészek származási országuk szerint 1867-1940 közötti időszak | Művészek származási országuk szerint 1867-1940 közötti időszak | Művészek származási országuk szerint 1867-1940 közötti időszak |
| -------------------------------------------------------------- | -------------------------------------------------------------- | --- |
| Algéria                                                        |                                                                | Roger Limouse - Maurice Mazo |
| Németország                                                    |                                                                | Ernst Barlach - Louise Breslau - Georg Kolbe - Käthe Kollwitz - Ludwig Meidner - Emil Nolde - Leo Putz - Hilla de Rebay - Ludwig Gustav Scheuermann |
| Argentína                                                      |                                                                | Chas Laborde |
| Örményország                                                   |                                                                | Edgar Chahine - Richard Jeranian |
| Belgium                                                        |                                                                | Fernand Allard l'Olivier - Fernand Khnopff- Georges Emile Lebacq |
| Fehéroroszország                                               |                                                                | Léon Bakst |
| Brazília                                                       |                                                                | Georgina de Albuquerque - Rodolfo Amoedo - Julieta de França - Ismael Nery - Nicolina Vaz de Assis - Eliseu Visconti |
| Bulgária                                                       |                                                                | Elvire Jan |
| Kanada                                                         |                                                                | Raoul Barré - Henri Beau - Octave Bélanger - Marc-Aurèle de Foy Suzor-Côté - Rodolphe Duguay - Henri Fabien - Joseph-Charles Franchère - Clarence Gagnon - Alexander Young Jackson - Ernest Lawson - James Wilson Morrice - Sophie Pemberton - Robert W Pilot - John Charles Pinhey - Narcisse Poirier |
| Kolumbia                                                       |                                                                | Francisco Antonio Cano |
| Dánia                                                          |                                                                | Kay Nielsen |
| Amerikai Egyesült Államok                                      |                                                                | George Charles Aid - Cecilia Beaux - Frank Weston Benson - Thomas Hart Benton - Saul Bernstein - George Biddle - Gutzon Borglum - Robert W. Chambers - Eanger Irving Couse - Arthur Wesley Dow - John Marshall Gamble - Henri Bernard Goetz - Childe Hassam - Charles Hopkinson - Anna Klumpke - Albert Henry Krehbiel - Francis Xavier "Frank" Leyendecker - Joseph Christian Leyendecker - Arthur Frank Mathews - Willard Leroy Metcalf - Richard Miller - Jules Pages - Lilla Cabot Perry - Edward Clark Potter - Joseph Raphael - John Willard Raught - Robert Rauschenberg - Guy Rose - Fanny Vandegrift - Beatrice Wood - Grant Wood |
| Finnország                                                     |                                                                | Magnus Enckell - Akseli Gallen-Kallela - Pekka Halonen - Amélie Helga Lundahl |
| Franciaország                                                  |                                                                | Louis Abel-Truchet - Mirra Alfassa - Ernest Amas - Albert André - Jean Arp - Jean Bazaine - Albert Bergevin - Pierre Bonnard - Jean Boucher - Louise Bourgeois - Jules Cavaillès - Maurice Chabas - Auguste Chabaud - Marguerite Jeanne Carpentier - Roger Chastel - Émile Compard - Pierre Couronne - Jean Crotti - Lucien Daudet - Maurice Denis - André Derain - Adolphe Déchenaud - Louis-Marie Désiré-Lucas - Charles Devillié - Georges Dufrénoy - André Dignimont - Jean Dubuffet - Marcel Duchamp - Abel Faivre - Madeleine Fié-Fieux - Lucien Fontanarosa -Georges Gimel- Henri Guinier - Albert Larcher - Jean Laronze - Jacques Henri Lartigue - Fernand Léger - Gisèle Lestrange - Robert Lotiron - Jacques Majorelle - Martine Martine - Henri Matisse - Charles Maurin - Arthur Midy - Henry Moret - François Henri Morisset - Jane Poupelet - Mélanie Quentin - Georges-Antoine Rochegrosse - Ker-Xavier Roussel - Paul Sérusier - Paul Sibra - Lucien Simon - Philippe Steinmetz - Gabriel Sue ~ Émile Thivier - Jean-Philippe Vallon - Louis Valtat - Jean Vercoutter - Bernard Villemot - Jacques Villon - Édouard Vuillard |
| Magyarország                                                   |                                                                | Barcza Lajos - Berény Róbert - Bornemisza Géza - Bóna Kovács Károly - Czigány Dezső - Czóbel Béla - Egry József - Fényes Adolf - Ferenczy Valér - Galimberti Sándor - László Fülöp Elek - Márffy Ödön - Márk Lajos - Nécsey István - Orbán Dezső - Perlmutter Izsák – Perlrott-Csaba Vilmos - Pór Bertalan - Réti István |
| Írország                                                       |                                                                | Constance Markievicz |
| Olaszország                                                    |                                                                | Marella Agnelli |
| Libanon                                                        |                                                                | Khalil Gibran |
| Litvánia                                                       |                                                                | Jacques Lipchitz |
| Új-Zéland                                                      |                                                                | Charles Frederick Goldie |
| Norvégia                                                       |                                                                | Augusta Harmens - Halfdan Hertzberg - Valentin Kielland - Wilhelm Rasmussen - Menga Schjelderup-Ebbe - Gunnar Utsond - Aagot Vangen |
| Lengyelország                                                  |                                                                | David Garfinkiel - Jozef Mehoffer - Wladyslaw Slewinski |
| Románia                                                        |                                                                | Ion Andreescu - Aurel Ciupe - Camil Ressu |
| Egyesült Királyság                                             |                                                                | Robert Bevan - Charles Conder - Anne Dunn - Jacob Epstein - Eric Forbes Robertson - Anthony Gross - Stanley Hayter |
| Oroszország                                                    |                                                                | Boris Anrep - Marie Bashkirtseff - Alexandre Chevtchenko - Gleb Derujinksy - Serge Férat - Eugene Lanceray - Max Weber |
| Svédország                                                     |                                                                | Bror Julius Olsson Nordfeldt - Carl Wilhelmson |
| Svájc                                                          |                                                                | Cuno Amiet - Ernest Biéler - Edmond Bille - Hans Erni - Joseph Kaiser - Hermann Obrist - Félix Vallotton |
| Csehország                                                     |                                                                | Alfons Mucha |
| Törökország                                                    |                                                                | Cevat Dereli - Joaquim Perez |
| Ukrajna                                                        |                                                                | Cassandre - Jean Peské |
| Venezuela                                                      |                                                                | Emilio Boggio - Arturo Michelena |

## A Julian Akadémia tanárai
| Művészek származási országuk szerint 1867-1940 közötti időszak | Művészek származási országuk szerint 1867-1940 közötti időszak | Művészek származási országuk szerint 1867-1940 közötti időszak |
| -------------------------------------------------------------- | --- | -------------------------------------------------------------- |
|                                                                | Franciaország Gustave Alaux - Marcel Baschet - Henri Chapu - Jean-Joseph Benjamin-Constant - William Bouguereau - Gustave Boulanger - Adolphe Déchenaud - André Del Debbio - Constant Detré - Étienne Dinet - Paul Eschbach - Gabriel Ferrier - Paul Landowski - Jean-Paul Laurens - Paul-Albert Laurens - Jean-Pierre Laurens - Jules Joseph Lefebvre - Roger Limouse - Jules Pagès - Eugène Robert Pougheon - Tony Robert-Fleury - François Schommer - Raoul Verlet- Henri Zo - |                                                                |

## Dokumentumok

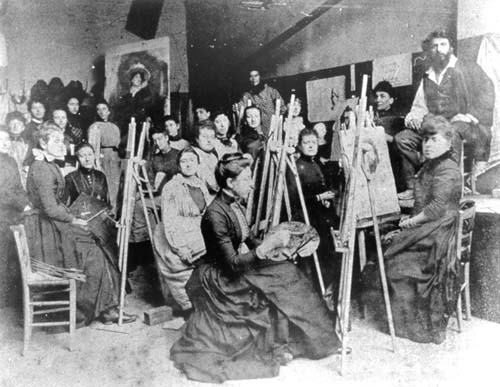
A nők műterme, 1889
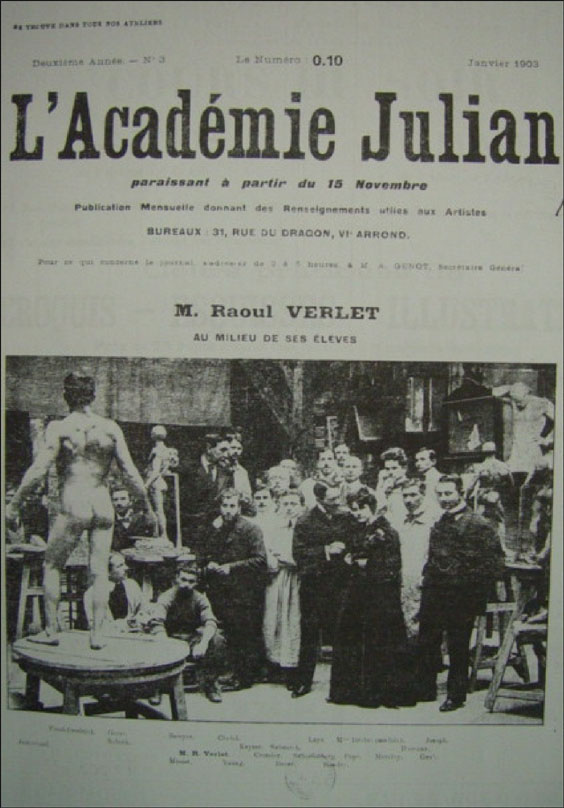
Revue de l'Académie Julian 1903. január

## Bibliográfia
- Martine Hérold, L’Academie Julian à cents ans, 1968. Brochure commémorative des 100 années de l'Academie Julian.
- Catherine Fehrer, « New Light on the Académie Julian and its founder (Rodolphe Julian) » in La Gazette des Beaux-Arts, mai-juin 1984.
- « Women at the Académie Julian in Paris » in The Burlington Magazine, Londres, CXXXVI, novembre 1994.
- Gabriel P. Weisberg et Jane R. Becker (editors), Overcoming All Obstacles: The Women of the Académie Julian, Dahesh Museum, New Brunswick, Rutgers University Press, New Jersey, 1999.
- Denise Noël, les femmes peintres dans la seconde moitié du XIXe siècle, 2004, in 1

## Külső hivatkozás
- (portugálul) Les artistes brésiliens de l'Académie Julian